# Hygrocybe blanda
Hygrocybe blanda är en svampart som beskrevs av E. Horak 1990. Hygrocybe blanda ingår i släktet Hygrocybe och familjen Hygrophoraceae.   Inga underarter finns listade i Catalogue of Life.

## Källor

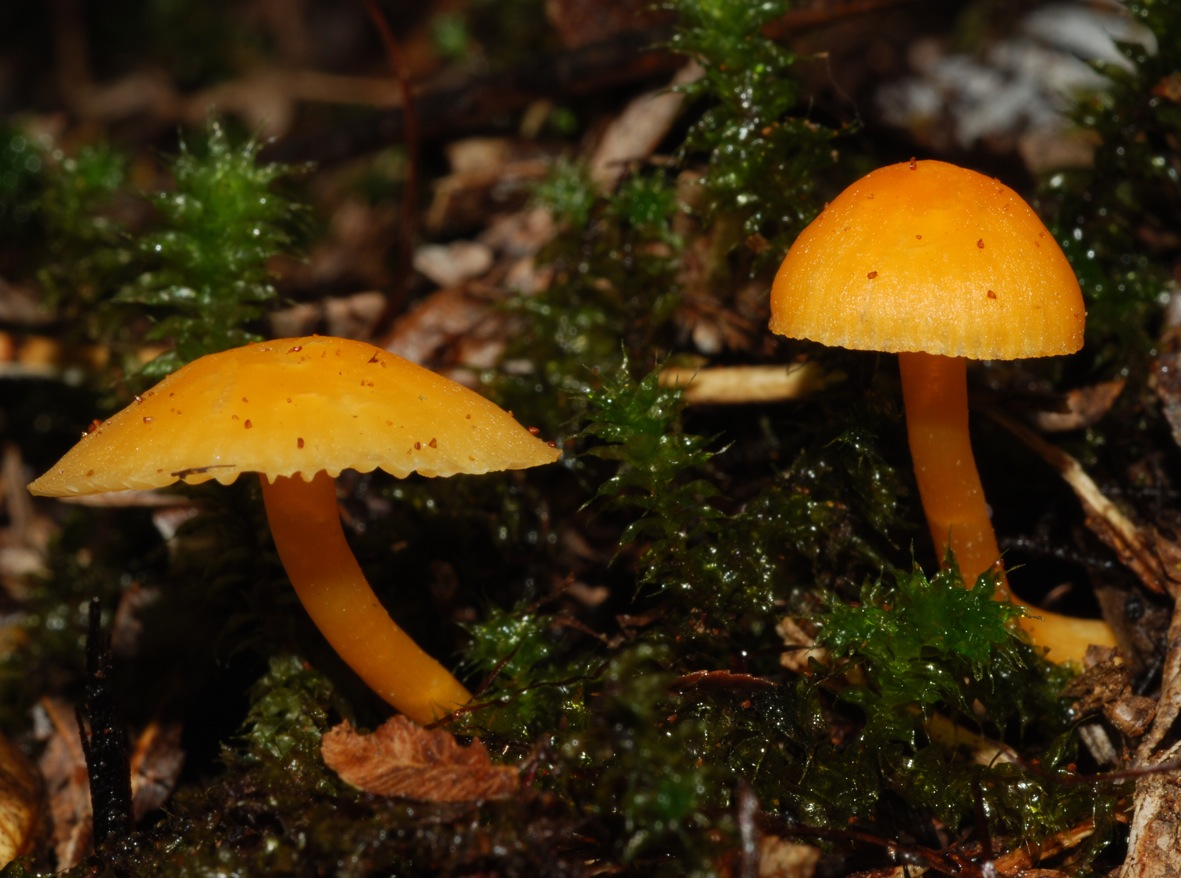